# Viehmarktplatz (Trier)

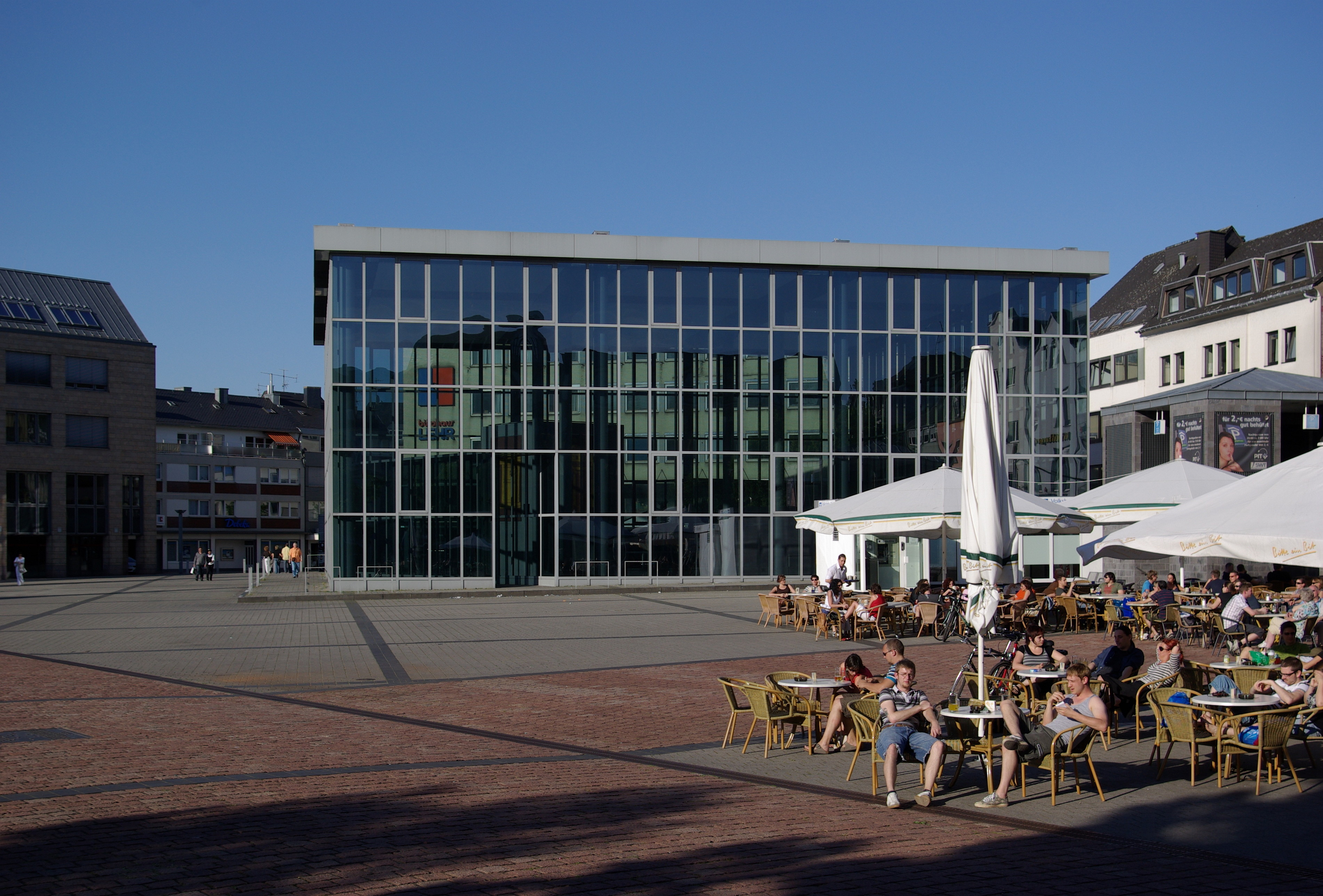
Viehmarktplatz mit Ungers-Vitrine

Der Viehmarktplatz, im Volksmund auch kurz Viehmarkt genannt, ist ein Platz am Rande der Trierer Innenstadt. In den 1980er und 1990er Jahren wurden hier die römischen Thermen am Viehmarkt entdeckt und ausgegraben.

## Lage
Der Platz liegt in der historischen Altstadt von Trier. Unmittelbar über den Platz verläuft die Jüdemerstraße, östlich tangiert ihn die Neustraße und westlich die Stresemannstraße.

## Geschichte

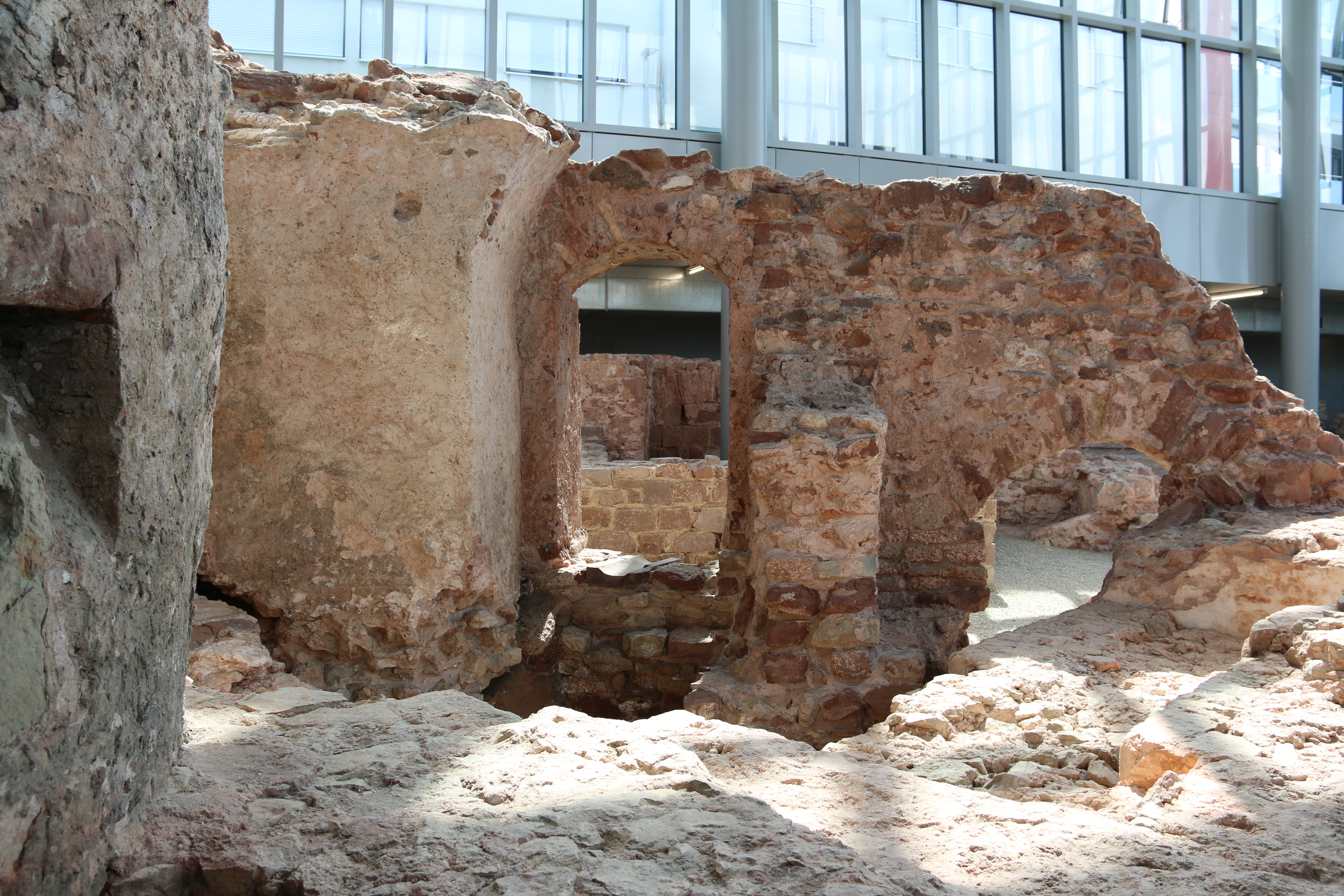
Teil der Thermen

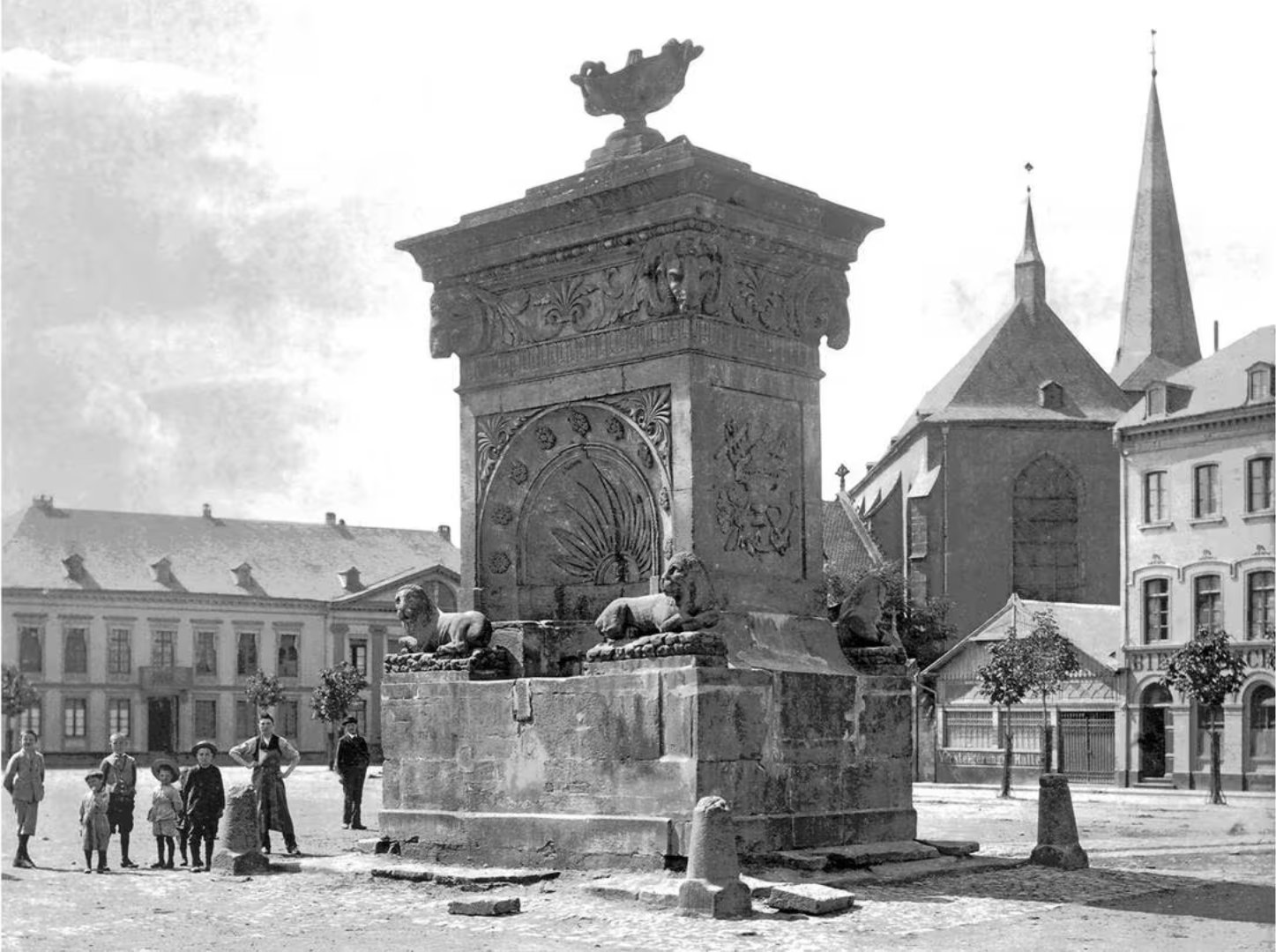
Viehmarktbrunnen, erbaut 1829, abgerissen 1898

Der Platz war ehemals Garten des seit 1617 hier bestehenden Kapuzinerklosters, das in der Zeit der Franzosen im Zuge der Säkularisation 1802 aufgelöst wurde. In den Jahren 1811 bis 1813 wurde das Gelände zum Viehmarktplatz. Der erste Viehmarkt wurde am 2. Juli 1811 abgehalten. Hergerichtet wurde der Platz allerdings erst 1812 von 2000 spanischen Kriegsgefangenen. Im Jahr 1813 wurde ein Teil des Kirchhofs von St. Antonius in den Platz einbezogen. Der Viehmarkt war neben dem Hauptmarkt der Platz für Wochenmärkte. Von 1938 bis 1943 hieß der Platz Ludwig-Christ-Platz.
Nach dem Zweiten Weltkrieg wurde der Platz als Parkplatz benutzt. Als eine Tiefgarage gebaut werden sollte, begannen 1986 Ausgrabungen, bei denen Thermen aus der Römerzeit entdeckt wurden. Zur Erhaltung dieser Anlage wurde auf dem Viehmarktplatz das Thermenmuseum errichtet, die Ungers-Vitrine, die die Thermen über die Erhaltung hinaus touristisch erschließt. Es ist ein Glasbau, der die Ruine der großen Anlage überdeckt, aber auch einen Einblick ermöglicht. Auf dem heutigen Platz befand sich außerdem eine römische Straßenkreuzung, die farblich hervorgehoben ist. Eine Plakette auf dem Platz erinnert an die Gründung Triers im Jahr 17 v. Chr. Heute wird der Platz wieder für den Trierer Wochenmarkt und außerdem für Veranstaltungen genutzt.

## Gebäude und Einrichtungen
Am Rande des heutigen Viehmarkts lag im Mittelalter der jüdische Friedhof von Trier. Bei Ausgrabungen fanden sich Grabsteine mit Datierungen zwischen 1262 und 1349.
Seit 2022 unterhält die Stadt Trier am Viehmarktplatz sein Bürgeramt. Das genutzte Gebäude befindet sich im Eigentum der Sparkasse Trier. Es war als Sitz der Stadtsparkasse Trier geplant worden, doch schon vor der Einweihung des Gebäudes im Juni 1995, am 1. Januar 1995, fusionierten die Stadtsparkasse und die Kreissparkasse Trier-Saarburg. Die fusionierte Sparkasse Trier hat ihren Sitz seitdem in der Theodor-Heuss-Allee, dem vorigen Sitz der Kreissparkasse. Der Standort am Viehmarktplatz diente somit als größere Filiale, in der auch Gewerbe- und Firmenkunden betreut wurden. 2021/22 wurde sie zur reinen Privatkundenfiliale verkleinert.
Rund um den Platz befinden sich weitere Geschäftsräume und einige gastronomische Einrichtungen. Unter dem Platz liegt eine Tiefgarage.